# Radisav Ćurčić
Radisav Ćurčić es un exjugador de baloncesto serbio, nacido el 26 de septiembre de 1965, en Čačak, RFS Yugoslavia. Con 2.05 de estatura, jugaba en la posición de pívot.

## Biografía
Se inicia como jugador en su Cacak natal, ciudad muy vinculada al baloncesto, y donde han nacido grandes figuras como Željko Obradović, Dragan Kićanović o Slobodan Gordić. En el año 1987 ficha por el Olimpia Ljubljana, en el que juega durante cinco años, sin conseguir ningún título, ya que por aquella época en la antigua Yugoslavia había grandes equipos como el Partizan de Divac, Paspalj y Djordjevic, la Yugoplástica de Kukoc, Perasovic y Radja, el Zadar de Komazec y Vrankovic o la Cibona de los hermanos Petrovic. Durante su estancia en la capital de Eslovenia es convocado por Yugoslavia, consiguiendo ganar el mundial de Argentina 1990. En la temporada 1991-1992 tiene un breve paso por el Pallacanestro Udine de la LEGA italiana. 
Se incorpora en la temporada 1992-1993 a la NBA en los Dallas Mavericks, en aquellos años fue un pionero en la aventura americana, ya que muy pocos jugadores no americanos aterrizaban en la mejor liga del mundo, su temporada allí es muy discreta jugando 20 partidos con 8.3 minutos por partido y 2.9 puntos por partido. 
Para la temporada 1993-1994 ficha por el B. Sardegna Sassari de la A2 italiana, donde hace 18.1 puntos p.p y 12.2 rebotes por partido. Dicho equipo no consigue subir a la A1. 
En la siguiente temporada es reclutado por un clásico en el básquet europeo, el Maccabbi de Tel-Aviv, jugando dos años. En ambos años allí gana la Liga israelí, aunque en ninguno de los años consigue clasificar al equipo para la final four. 
Posteriormente tiene un paso por Turquía (Tuborg Spor Kulubu), vuelta a Israel jugando Euroleague con Hapoel Jerusalem consiguiendo 17.8, RPG: 5.1, APG: 1.6. y de nuevo Turquía (Fenerbahçe). 
En 2000-2001 vuelve al Maccabi donde pondría el broche de oro a su carrera. 
Dicha temporada el Maccabbi participa en la final Four de la Suproleague, y tras derrotar al PBC CSKA Moscú de un prometedor Kirilenko en semifinales, en la final se enfrentan al Panathinaikos BC de Obradovic, ganando dicha final por 81-67. Un Curcic ya veterano no es un jugador importante en dicho equipo, jugando cerca de 10 minutos por encuentro. Después jugaría una temporada más en el equipo macabeo, retirándose al finalizar la temporada 2001-2002.

## Clubes
- 1986-1987 KK Borac Čačak  Serbia.
- 1987-1992 Olimpia Ljubljana  Eslovenia.
- 1991-1992  Udine  Italia.
- 1992-1993 Dallas Mavericks  Estados Unidos.
- 1993-1994 Dinamo Sassari  Italia.
- 1994-1996 Maccabi Tel Aviv  Israel.
- 1996-1997  Tuborg   Turquía.
- 1997-1999 Hapoel Jerusalem  Israel.
- 1999-2000  Fenerbahçe  Turquía.
- 2000-2002  Maccabi Tel Aviv  Israel.